# デオダ・ド・セヴラック
マリ＝ジョゼフ＝アレクサンドル・デオダ・ド・セヴラック（Marie-Joseph-Alexandre Déodat de Séverac, 1872年7月20日 オート＝ガロンヌ県サン＝フェリックス＝ド＝カラマン – 1921年3月24日 ピレネー＝オリアンタル県セレ）はフランスの作曲家で、郷里ラングドックの伝統音楽に深く根付いた作品を創作し、クロード・ドビュッシーから「良い香りのする音楽」「土の薫りのする素敵な音楽」と好意的に評された。

## 生涯と作風
スペイン貴族に連なる旧家に生まれる。地元のトゥールーズを去ってパリに行き、パリ音楽院に対抗して設立されたスコラ・カントルムに入学して、ヴァンサン・ダンディとアルベリク・マニャールに作曲を、アレクサンドル・ギルマンにオルガンを師事する。イサーク・アルベニスの助手を務めるとともにその個人指導を受けた。その際、アルベニスの未完の絶筆《ナバーラ》を補筆している。アルベニスの死後、南仏に戻った。

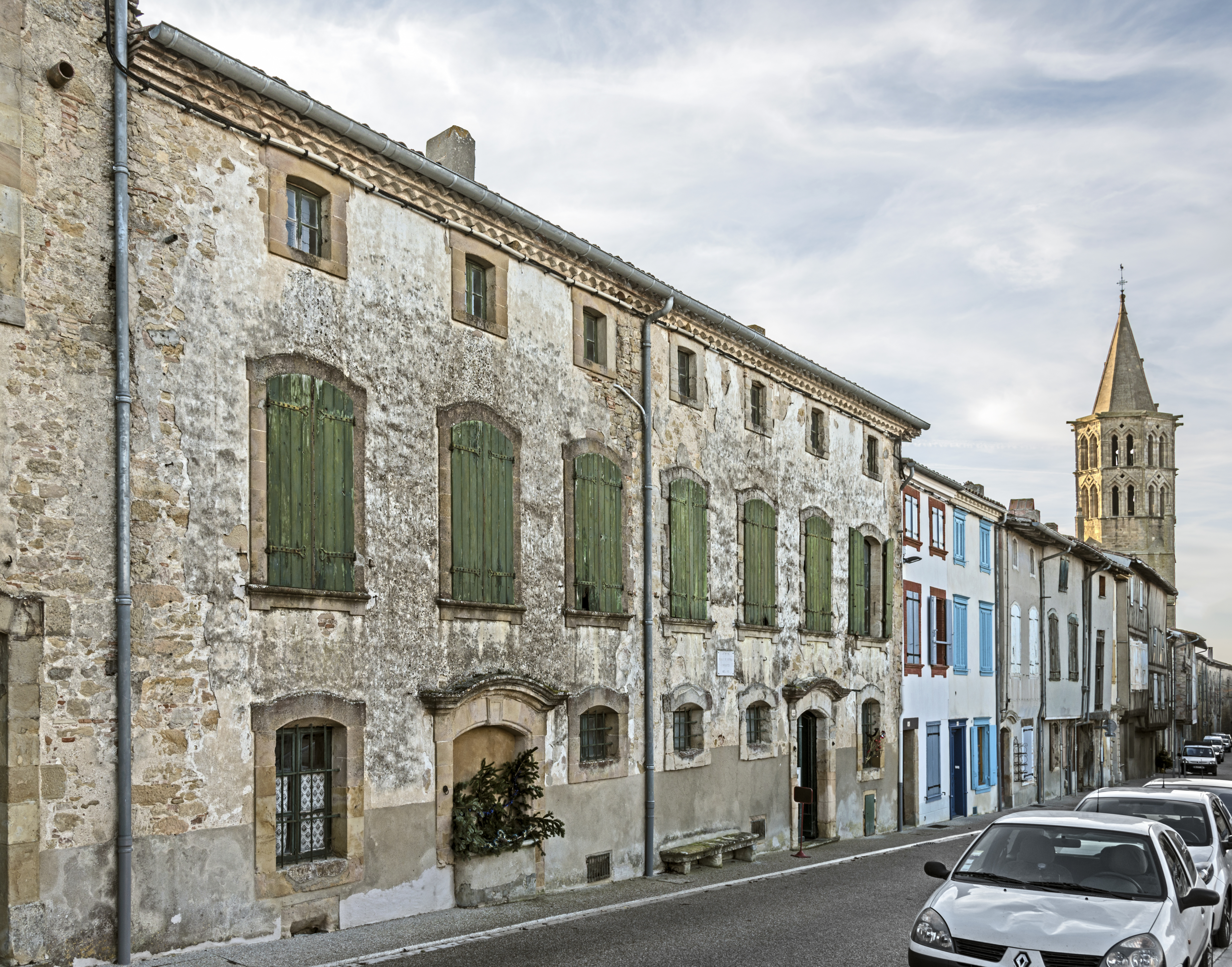
生家

歌曲や合唱曲の作品で知られるが、ポール・ヴェルレーヌやシャルル・ボードレールによるフランス語の詩のほかに、プロヴァンス語やカタルーニャ語の詩にも曲付けした。より個性的なピアノ独奏曲も高い評価を勝ち得ており、曲や曲集は、《ラングドックにて En Languedoc 》や《日向で水浴する女たち Baigneuses au soleil 》というように、情景喚起的な題名が添えられている。人気のある作品の例は《古いオルゴール The Old Musical Box 》だが、傑作は、ラングドックの郷里色ゆたかな組曲《セルダーニャ》（1908年～1911年）と《日向で水浴する女たち》（1908年）である。歌劇《風車の心 Le Cœur du moulin 》は1909年12月8日にパリのオペラ＝コミック座で、《エリオガバルスHéliogabale 》は1910年にベジエで初演されている。

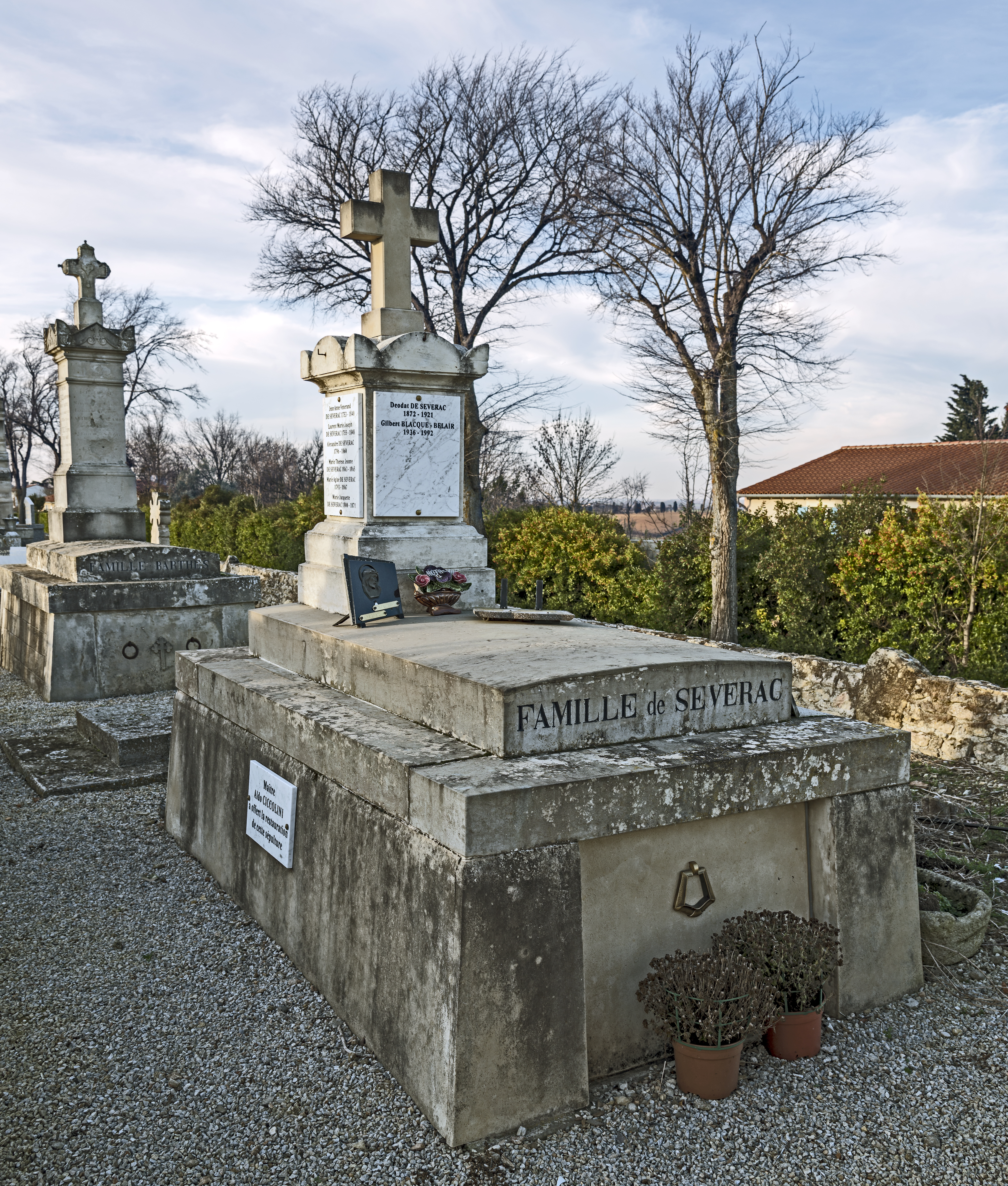
墓 デオダ・ド・セヴラック

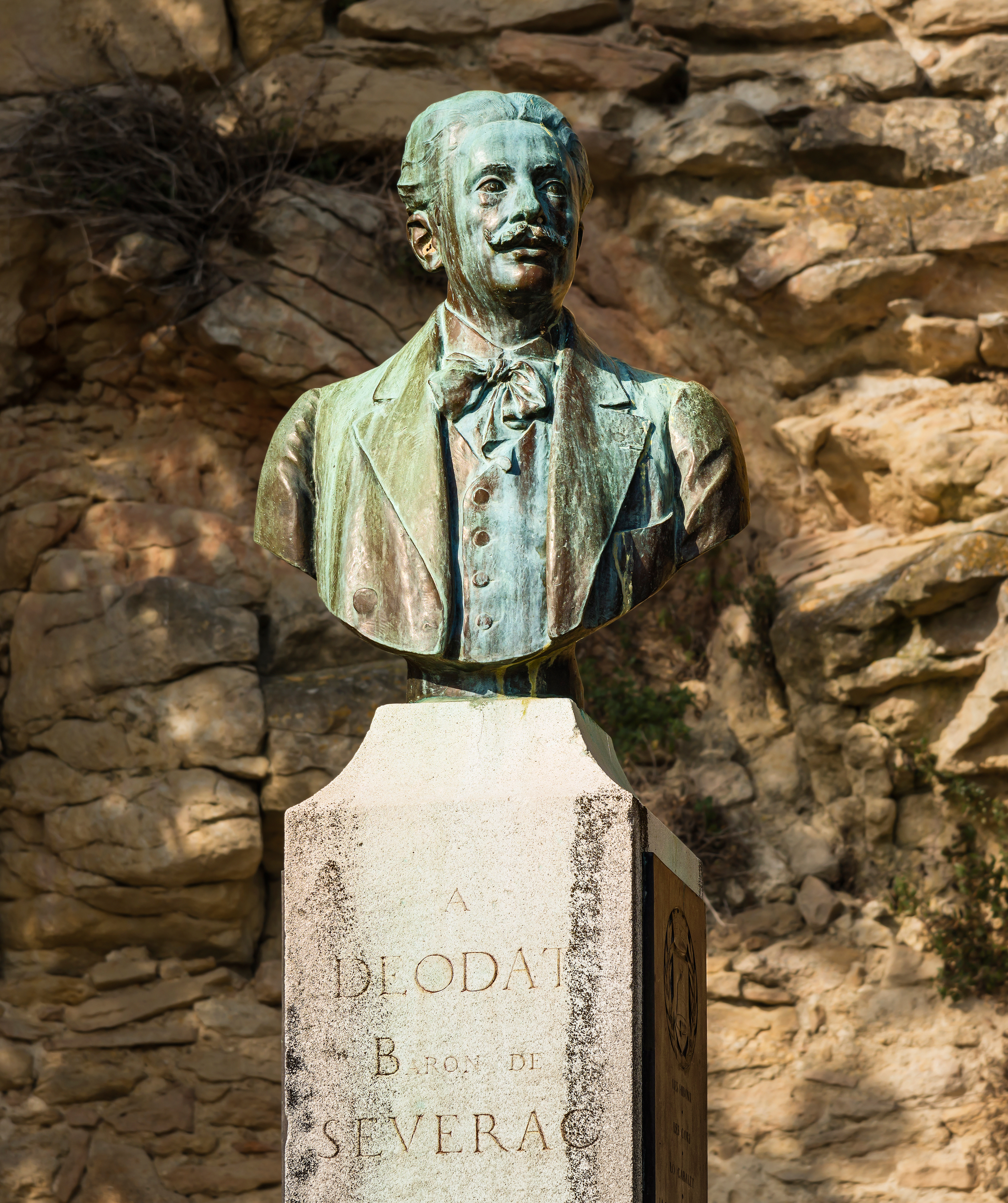
サン＝フェリックス＝ロラゲにあるデオダ・ド・セヴラックの胸像

## 主要作品
- ピアノ曲

《大地の歌》Le Chant de la terre (1900年)
《ラングドックにて》En Languedoc(1904年)
《日向で水浴する女たち》Baigneuses au soleil (1908年)
《セルダーニャ》Cerdaña (1908年-1911年)
《ヴァカンスにて 第1集》 En vacances (1912年)
1 シューマンへの祈り Invocation à Schumann
2 お祖母様が撫でてくれる Les caresses de Grand'-maman
3 小さなお隣さんたちが訪ねてくる Les petites voisines en visite
4 教会のスイス人に扮装したトト Toto déguisé en Suisse d'église
5 ミミは侯爵夫人の扮装をする Mimi se déguise en "Marquise"
6 公園でのロンド Ronde dans le parc
7 古いオルゴールが聞こえるとき Où l'on entend une vieille boîte à musique
8 ロマンティックなワルツ Valse romantique
《夾竹桃の樹の下で》Sous les lauriers roses (1918年)
《ヴァカンスにて 第2集》(1921年)
1．ショパンの泉 La Fontaine de Chopin
2．鳩たちの水盤 La Vasque aux Colombes
3．二人の騎兵 Les Deux Mousquetaires
- 劇音楽

2幕の抒情詩《風車の心 Le Cœur du moulin, poème lyrique》 (1908年)
3幕の抒情悲劇《エリオガバルスHéliogabale, tragédie lyrique》 (1910年)
- 芸術歌曲

歌曲《山の夜明け À l'aube dans la montagne 》(1906年)
歌曲集《オクシタニーの花々 Flors d'Occitania 》(1912年)

## 関連書物
- 椎名亮輔『デオダ・ド・セヴラック　—　南仏の風、郷愁の音画』（アルテスパブリッシング、2011／9、第21回吉田秀和賞受賞）ISBN 978-4903951461